# Papyrus (UML)
Papyrus ist ein grafisches Bearbeitungswerkzeug für  UML 2.5 und SysML 1.1 und 1.4 wie sie von der Object Management Group (OMG) definiert ist.
Alle UML-2-Diagramm-Darstellungen für die UML 2 werden unterstützt. Zusätzlich ist die Erstellung eigener domänenspezifischer Modellierungssprachen möglich.
Papyrus basiert auf Eclipse und ist unter der Eclipse Public License (EPL) lizenziert. Zu Papyrus trägt u. a. bei:
- CEA LIST, das Teil des Kommissariat für Atomenergie und alternative Energien (CEA) ist.
- EclipseSource

2016 hatten sich dann 12 Unternehmen und Institutionen zusammengeschlossen. Das Ziel war die Schaffung einer auf Papyrus aufbauenden, modellbasierten Engineering-Plattform bzw. Workbench. zu diesen 12 zählten Adocus, Airbus Helicopters, Airbus Defence & Space, Atos, CEA List, Combitech/Saab, EclipseSource, Ericsson, Flanders Make, Fraunhofer Fokus, OneFact und Zeligsoft, die sich zum Papyrus Industry Consortium zusammengeschlossen haben.